# Penstemon procerus
Espèce
Classification APG III (2009)
Penstemon procerus est une plante de la famille des Asteridae originaire de l'ouest de l'Amérique du Nord.